# 5 de Mayo, Arriaga
5 de Mayo är en ort i Mexiko.   Den ligger i kommunen Arriaga och delstaten Chiapas, i den sydöstra delen av landet, 700 km sydost om huvudstaden Mexico City. 5 de Mayo ligger 32 meter över havet och antalet invånare är 275.
Terrängen runt 5 de Mayo är platt åt sydväst, men åt nordost är den kuperad. Runt 5 de Mayo är det ganska glesbefolkat, med 50 invånare per kvadratkilometer. Närmaste större samhälle är Arriaga, 6,8 km norr om 5 de Mayo. Omgivningarna runt 5 de Mayo är en mosaik av jordbruksmark och naturlig växtlighet.